# The Luxury Collection Hotel Manhattan Midtown
The Luxury Collection Hotel Manhattan Midtown, bis 2024 Conrad New York Midtown und bis 2019 London NYC Hotel, ist ein Wolkenkratzer und Hotel in Manhattan in New York City, Vereinigte Staaten. Das 5-Sterne-Hotel gehört seit 2024 zur Luxusmarke Luxury Collection der Marriott-Hotelkette.

## Beschreibung

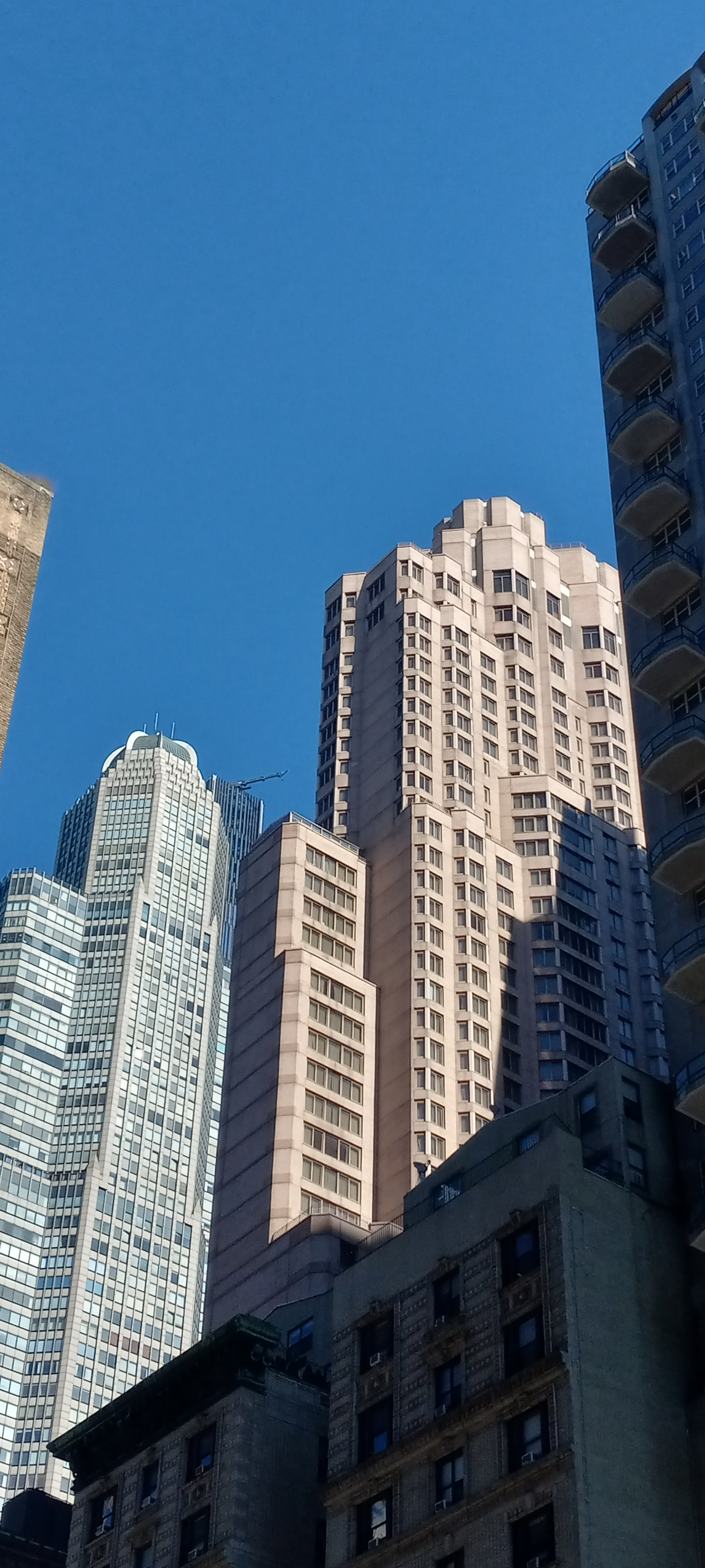
Das Hotel im Oktober 2024 (rechts), links der CitySpire.

Der Hotelturm befindet sich an der West 54th Street zwischen Sixth Avenue und Seventh Avenue in Midtown Manhattan. An der Ostseite des Hotelgebäudes durchquert die Fußgängerpassage 6½ Avenue den Gebäudesockel. Bekannte benachbarte Gebäude sind das Konzerthaus Carnegie Hall und der Wolkenkratzer CitySpire.
Das Hotel wurde vom Architekturbüro Frank Williams & Associates entworfen und von 1988 bis 1990 erbaut. Der Wolkenkratzer ist 179,8 m (590 Fuß) hoch und hat 54 Etagen. Er besitzt einen mehrgeschossigen Sockel mit dem mittig angeordneten Haupteingang sowie eine Ziegelsteinfassade, die von mehreren Reihen vertikal verlaufenden dreiseitigen Fenstererker geprägt ist. Die Gebäudekrone besitzt mehrere Rücksprünge, auf den größeren befinden sich Terrassen.
Das Hotel ließ 1990 die japanische Luxus-Kette RIHGA Royal Hotels errichten. 2006 zum „London NYC Hotel“ umfirmiert, wurde das Hotel 2019 an Hilton verkauft. Nach einer kompletten Renovierung wurde es als „The Conrad New York Midtown“ wiedereröffnet. Am 5. Juni 2024 gelangte das Hotel als Teil der Marke „Luxury Collection“ in den Besitz der Marriott-Hotelkette und wurde in „The Luxury Collection Hotel Manhattan Midtown“ umbenannt.
Das 5-Sterne-Hotel verfügt ausschließlich über 562 Suiten ab 65 m² bis zum 251 m² großen zweistöckigen "Penthouse on 54". Das Hotel bietet seinen Gästen unter anderem eine Bar und ein Restaurant, ein Fitnesscenter und mehrere Tagungsstätten.